# ام‌اس زاندم
ام‌اس زاندم (به انگلیسی: MS Zaandam) یک کشتی است که طول آن ۲۳۷ متر (۷۷۷٫۵۶ فوت) می‌باشد. این کشتی در سال ۲۰۰۰ ساخته شد. این کشتی ساخت کشور هلند می باشد.